# Гусинский, Залман Самуилович
Залман Самуилович Гусинский (22.12.1916 — ? (между 1980 и 1985)) — военный врач, лауреат Сталинской премии 2-й степени (1952) и Государственной премии СССР (1980).

## Биография
Родился 22.12.1916 в Витебске. Член ВКП(б) с 1939 г.
С 1939 по 30.12.1971 служил в ВМФ, полковник медицинской службы.
Во время войны — военврач 2 ранга, флагманский врач бригады подводных лодок СФ.
С января 1945 года — в НИИ АСС (Аварийно-спасательной службы) (сейчас — 40 Государственный научно-исследовательский институт аварийно-спасательного дела, водолазных и глубоководных работ Министерства Обороны Российской Федерации). Начальник отдела, в 1968—1972 гг. начальник 3-го управления (научно-исследовательское управление специальной физиологии, водолазного снаряжения и оборудования).
Кандидат медицинских наук (1963).
Уволен с военной службы по возрасту 30.12.1971, продолжил работу в институте в качестве научного сотрудника.
В 1951 г. на Черноморском флоте вместе с В. В. Смолиным обучал личный состав подразделений АСС проведению водолазных спусков в снаряжении ГКС-ЗМ с освоением глубин до 200 м. За эту работу присуждена Сталинская премия 2-й степени.
В 1980 г. за разработку и внедрение в практику нового высокоэффективного метода глубоководных водолазных работ сотрудники института капитаны 1-го ранга А. И. Фигичев (руководитель работ), Г. Б. Березин, полковники м.с. З. С. Гусинский, В. В. Смолин и А. П. Фокин вместе с представителями КБ — проектанта спасательных подводных лодок и носимых ими автономных спасательных аппаратов, а также представителями судостроительного завода были удостоены звания лауреатов Государственной премии СССР в области науки и техники.

## Награды
Награждён орденами Отечественной войны I степени (22.03.1943), Отечественной войны II степени (05.07.1944), Красной Звезды (дважды — 31.05.1945, 30.04.1954), медалями «За боевые заслуги» (20.06.1949), «За оборону Советского Заполярья»
(05.12.1944), «За победу над Германией в Великой Отечественной войне 1941—1945 гг.» (09.05.1945).

## Научные труды
Соавтор книг:
- Медицинская помощь при утоплении и профессиональныхзаболеваниях водолазов : (Руководство для врачей) / [А. Ю. Аксельрод, З. С. Гусинский, А. Л. Костюченко и др.]; Под ред. И. А. Сапова, Ю. Н. Шанина. — Ленинград : Медицина : Ленингр. отд-ние, 1980. — 240 с. : ил., 1 отд. л. табл.; 22 см.
- Профессиональные заболевания водолазов / З. С. Гусинский, И. П. Юнкин // Медицинская помощь при утоплении и профессиональных заболеваниях водолазов: Руководство для врачей. Л., 1980. — С. 79-171.